# حول بن عمر (حبيش)

تعديل مصدري - تعديل

حول بن عمر محلة تابعة لقرية تلبة، التابعة لعزلة بني الضاحتين بمديرية حبيش إحدى مديريات محافظة إب في الجمهورية اليمنية، بلغ تعداد سكانها 43 حسب تعداد اليمن لعام 2004.